# Oliver Setzinger
Oliver Setzinger (* 11. Juli 1983 in Horn) ist ein ehemaliger österreichischer Eishockeyspieler, der unter anderem bei Ilves Tampere und HPK Hämeenlinna in der finnischen Liiga, beim HC Davos und Lausanne HC in der Schweizer National League sowie bei den Vienna Capitals, dem EC KAC und den Graz 99ers in der Österreichischen Eishockey-Liga aktiv war.

## Karriere
Oliver Setzinger begann seine Karriere im Nachwuchsbereich von WAT Stadlau, ehe er 1999 in zu den Junioren von Tampereen Ilves wechselte. Zuletzt spielte er in Finnland für den HPK Hämeenlinna. Setzinger wurde beim NHL Entry Draft 2001 in der dritten Runde als insgesamt 76. von den Nashville Predators gezogen. 2005/06 bis 2006/07 spielte er bei den Vienna Capitals. Im Mai 2007 unterschrieb er einen Vertrag beim NHL-Team Nashville Predators, wurde allerdings vor Saisonbeginn an die Milwaukee Admirals, das AHL-Farmteam der Predators, abgegeben. Da er auch bei den Admirals selten eingesetzt wurde, wechselte er im Januar 2008 zu den SCL Tigers in die Schweizer National League A.
Im Oktober 2009 beauftragte er seinen Spielervermittler, ihm einen neuen Club zu suchen, da er mit seiner Situation bei den Tigers unzufrieden war. Ende Oktober kam es dann zu einem Spielertausch mit dem HC Davos, welcher den überzähligen Alexandre Daigle an die Tigers abgab. Im November 2010 wechselte Setzinger auf Leihbasis zu HC Servette Genève.
Im Januar 2011 verlängerte er seinen seit dem Sommer 2010 laufenden Kontrakt mit dem Lausanne HC vorzeitig um drei weitere Jahre. Mit den Waadtländern gewann der Österreicher 2013 die Meisterschaft der National League B und realisierte mit der Mannschaft im Anschluss den Aufstieg in die National League A.
Im November 2014 verpflichtete der EC KAC Setzinger nach dem Abgang von Jan Urbas. In den Play-offs avancierte er zum zweitbesten Torschützen der Klagenfurter hinter Jamie Lundmark und unterzeichnete nach dem Saisonende einen neuen Vertrag bis zum Ende der Spielzeit 2016/17. Auch 2015/16 gehörte Setzinger zu den punktstärksten Spielern der Klagenfurter. Er erzielte im Grunddurchgang die meisten Assists unter den heimischen Spielern und die sechstmeisten der ganzen Liga, während er nach Punkten zweitbester Österreicher und zehntbester Scorer der Liga wurde. Im April 2016 gab der KAC jedoch überraschend bekannt, von einer Ausstiegsklausel im Vertrag von Setzinger Gebrauch zu machen und sich mit sofortiger Wirkung von dem Stürmer zu trennen. Seit 2016 spielt er für die Graz 99ers ebenfalls in der EBEL.
In der Hauptrunde 2016/17 erzielte Setzinger 61 Scorerpunkte, womit er punktstärkster Österreicher und viertstärkster Scorer der EBEL wurde. Mit seinen 41 Assists wurde er zudem zweitbester Vorlagengeber der Liga hinter Corey Locke vom VSV. Erstmals seit der Saison 2012/13 konnte sich Graz für das Playoff qualifizieren.
2021 beendete Setzinger seine Karriere und wurde Sportchef bei den Weiz Bulls aus der steirischen Eliteliga.

### International
Im Juniorenbereich spielte Setzinger zunächst bei den U18-B-Weltmeisterschaften 1999 und 2000, als er Topscorer des Turniers war, sowie der U20-C-Weltmeisterschaft 2000. Nach der Umstellung auf das heutige Divisionensystem wurde er bei der U18-Weltmeisterschaft der Division I 2001 und den U20-Weltmeisterschaften der Division I 2001, 2002 und 2003, als er als Topscorer und bester Vorbereiter maßgeblich zum Aufstieg der Österreicher in die Top-Division beitrug, eingesetzt.
Setzinger ist Stammspieler der österreichischen Nationalmannschaft. Sein Debüt gab er am 25. April 2000 bei der 1:4-Niederlage im Freundschaftsspiel in Minsk gegen Belarus. Er war sowohl bei den Olympischen Winterspielen 2002 und 2014 und den Qualifikationsturnieren für die Spiele 2002, 2006 und 2010, als auch bei zehn Weltmeisterschaften (2001 bis 2005 und 2007 bis 2011) im österreichischen Kader. Damit erlebte er die WM 2005 und Abstieg Österreichs im eigenen Land aktiv als Spieler mit. Insgesamt stieg er mit der österreichischen Eishockeynationalmannschaft viermal ab aber auch zweimal wieder auf. Bei der Weltmeisterschaft 2008 wurde er als Topscorer (gemeinsam mit seinem Landsmann Dieter Kalt und dem Briten Greg Chambers) und bester Vorbereiter auch in das All-Star-Team der A-Gruppe der Division I gewählt. Auch 2010 war er gemeinsam mit dem Ukrainer Andrij Michnow bester Vorbereiter und hinter den Ukrainern Kostjantyn Kasjantschuk und Michnow drittbester Scorer der A-Gruppe der Division I. Nach dem neuerlichen Abstieg bei der WM 2011 in der Slowakei setzte Setzinger zu einem verbalen Rundumschlag gegen den ÖEHV an, woraufhin dieser den Niederösterreicher aus der Nationalmannschaft ausschloss. In einem klärenden Gespräch zwischen Setzinger und der ÖEHV Spitze in Person von Dieter Kalt senior wurden im November 2012 Meinungsverschiedenheiten aus dem Weg geräumt. Setzinger hat wenige Tage später beim Spiel gegen Frankreich im Rahmen der Euro-Challenge in Ljubljana sein Comeback im Nationalteam gegeben. Zu Weltmeisterschaftseinsätzen kam er bisher aber nicht wieder.

## Erfolge und Auszeichnungen
- 2000; Silbermedaille und meiste Punkte bei der U18-Junioren-B-Weltmeisterschaft
- 2000; Aufstieg in die Division I bei der U20-Junioren-C-Weltmeisterschaft
- 2001; Silbermedaille bei der U18-Junioren-Weltmeisterschaft der Division I
- 2002; Silbermedaille bei der U20-Junioren-Weltmeisterschaft der Division I
- 2003; Aufstieg in die Top-Division bei der U20-Junioren-Weltmeisterschaft der Division I, Gruppe B
- 2003; Topscorer und meiste Assists bei der U20-Junioren-Weltmeisterschaft der Division I, Gruppe B
- 2004; Finnischer Meister der zweiten Liga (Mestis)
- 2006; Aufstieg in die Top-Division bei der Weltmeisterschaft der Division I, Gruppe B
- 2008; Aufstieg in die Top-Division bei der Weltmeisterschaft der Division I, Gruppe A
- 2008; Topscorer, meiste Assists und All-Star-Team bei der Weltmeisterschaft der Division I, Gruppe A
- 2010; Aufstieg in die Top-Division bei der Weltmeisterschaft der Division I, Gruppe A
- 2010; Meiste Assists bei der Weltmeisterschaft der Division I, Gruppe A
- 2012; Meiste Tore der Play-offs in der zweiten Schweizer Liga (National League B)
- 2013; Meister der National League B und Aufstieg in die National League A mit dem Lausanne HC

## Karrierestatistik
(Legende zur Spielerstatistik: Sp oder GP = absolvierte Spiele; T oder G = erzielte Tore; V oder A = erzielte Assists; Pkt oder Pts = erzielte Scorerpunkte; SM oder PIM = erhaltene Strafminuten; +/− = Plus/Minus-Bilanz; PP = erzielte Überzahltore; SH = erzielte Unterzahltore; GW = erzielte Siegtore; 1 Play-downs/Relegation; Kursiv: Statistik nicht vollständig)